# Бранко Фанедл
Бранко Фанедл (Сисак, 30. мај 1903 — Буковче, 12. април 1941) био је ваздухопловни мајор, пилот ловац и командант 64. ваздухопловне групе Трећег бомбардерског пука Југословенског краљевског ратног ваздухопловства.

## Биографија
Рођен је 30. маја 1903. године у Сиску. Завршио је Војну академију у Београду као пешадијски поручник, да би једно време служио у ауто јединицама. Потом је завршио Пилотску школу у Новом Саду и ловачку школу 1937. године.
Априлски рат 1941. године га је затекао у чину мајора, на дужности команданта 64. ваздухопловне групе Трећег бомбардерског пука Југословенског краљевског ратног ваздухопловства, стациониране на аеродрому Обилић код Приштине. Његова група је имала знатних успеха у овој рату, укључујући и дејства по немачким аеродромима у околини Софије.
Мајор Фанедл је погинуо 12. априла 1941. године у току дејства на непријатељску колону код Јагодине. Његов авион је погођен и срушио се у селу Буковче. Са њим су погинули капетан I класе Николај Феофилов, пореклом Рус, као и стрелац наредник Фрањо Рибич. Немачки војници који су их оборили, пришли су месту пада авиона и салутирали својим храбрим непријатељима. На месту њихове погибије је подигнут споменик.